# Вероника поточная
Вероника поточная, или Вероника поручейная (лат. Veronica beccabunga) — многолетнее травянистое растение, вид рода Вероника (Veronica) семейства Подорожниковые (Plantaginaceae).

## Ботаническое описание

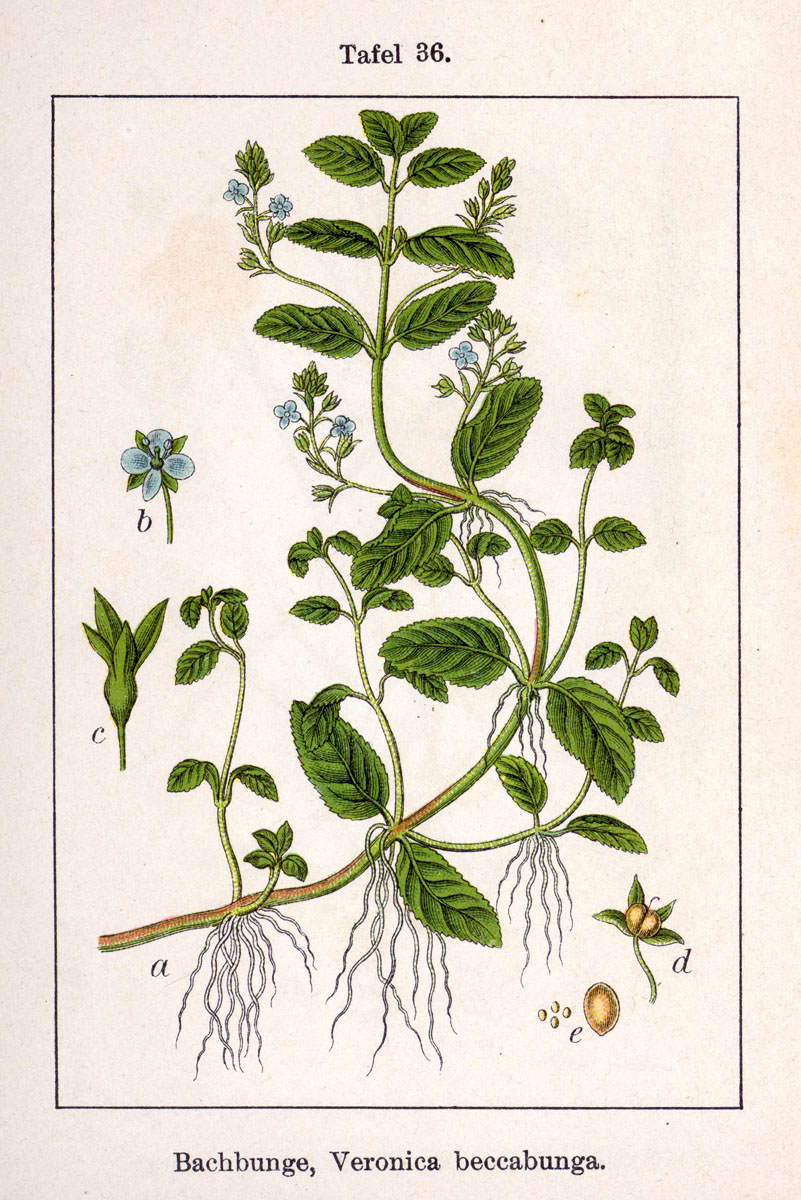

Корневище длинное, косое, горизонтальное. Стебли высотой 10—60 см, у основания укореняющиеся, восходящие или прямостоячие в верхней части, ветвистые, почти округлые, голые, реже вверху скудно железистоопушенные.
Листья супротивные, сужены в черешок длиной 5—7 (до 15) мм, пластинки округлые до продолговато-яйцевидных, реже ланцетные, длиной 1—7 см, шириной 0,5—2,5 см, на верхушке тупые или туповатые, по краю мелкопильчатые, зубчатые или городчатые, иногда почти цельнокрайные, у основания округлые или слабоклиновидные, толстоватые, голые, блестящие, тёмно-зелёные.
Кисти пазушные, парные, рыхлые, 10—30-цветковые, голые, незначительно или вдвое превышающие листья; цветки на отклонённых, голых цветоножках, почти равных мелким прицветникам и чашечке, при плодах длиной 3—8 мм, изогнутые. Чашечка четырёхраздельная, с продолговато-ланцетными, острыми, равными, голыми долями, едва короче венчика; венчик диаметром 4—9 мм, длиной 2,5—4 мм, бледно-голубой, с синими полосками, ярко-синий или тёмно-лиловый, реже розовый или белый, несколько превышает чашечку, верхняя лопасть венчика широкояйцевидная, иногда раздвоенная, боковые лопасти яйцевидные, нижняя узкояйцевидная. Тычинки короче венчика, с изогнутыми нитями и крупными яйцевидными пыльниками.
Коробочка почти шаровидная, длиной 3—4 мм, крепкая, вздутая, не сжатая с боков, голая, с очень маленькой выемкой или без выемки. Семена эллиптические, длиной около 0,5 мм, вальковатые, в числе 20—30 в гнезде.

## Распространение и экология
Западная Европа: все страны к югу от 65° северной широты (в Финляндии только в береговых районах). Отсутствует на Азорских островах и некоторых островах Средиземного моря. Азия: Турция, Китай (Джунгария в верхнем течении Иртыша). Северная Америка: США (Нью-Йорк, Нью-Гэмпшир, Нью-Джерси, Калифорния, заносное), Канада (Квебек, заносное). На территории бывшего СССР встречается от западной границы до южной части Уральского хребта, на Кавказе (во всех горных и предгорных районах), в Сибири (в бассейне Иртыша выше Семипалатинска, по правым притокам Оби, в верхнем течении и низовьях Бии, до реки Ини в Минусинской котловине), на Памиро-Алае (включая Памир и Бадахшан), Тянь-Шань (преимущественно западный и центральный), Джунгарский Алатау. На севере достигает Карельского перешейка, южных побережий Ладожского и Онежского озёр, места слияния Сухоны и Вычегды, единичные местонахождения в районе Печоры, Архангельска. Отсутствует во многих районах степной Украины, в донских степях, в приволжских степях, в Крыму.
Произрастает по берегам речек, арыков, озёр, болот, на влажных участках, в горах распространен до альпийского пояса, до высоты 3000—3800 м над уровнем моря.

## Интересные факты
Вероника поточная была изображена на почтовой марке Джерси в 2006 г. в стандартном выпуске «Цветы».

## Классификация

### Таксономия
- Veronica beccabunga L., 1753, Sp. Pl. : 12

Вид Вероника поточная включается в род Вероника (Veronica) семейства Подорожниковые (Plantaginaceae) порядка Ясноткоцветные (Lamiales) клады Ламииды, последовательно входящей в более крупные клады Астериды → Суперастериды → Эвдикоты → Цветковые растения. Таксономическая схема в соответствии с Системой APG IV по состоянию на июнь 2024 года:
|  |                          |  |                                   |                                   |                          |  | еще 23 семейства | еще 23 семейства |                       |  |                         |  | еще 507 подтвержденных видов и 147 видов, ожидающих подтверждения | еще 507 подтвержденных видов и 147 видов, ожидающих подтверждения |  |
|  |                          |  |                                   |                                   |                          |  | еще 23 семейства | еще 23 семейства |                       |  |                         |  | еще 507 подтвержденных видов и 147 видов, ожидающих подтверждения | еще 507 подтвержденных видов и 147 видов, ожидающих подтверждения |  |
|  |                          |  |                                   | порядок Ясноткоцветные            |                          |  |                  |                  | род Вероника          |  |                         |  |                                                                   |                                                                   |  |
|  |                          |  |                                   | порядок Ясноткоцветные            |                          |  |                  |                  | род Вероника          |  | 3 внутривидовых таксона |  |                                                                   |                                                                   |  |
|  | клада Цветковые растения |  |                                   |                                   | семейство Подорожниковые |  |                  |                  | вид Вероника поточная |  |                         |  |                                                                   |                                                                   |  |
|  | клада Цветковые растения |  |                                   |                                   |                          |  |                  |                  |                       |  |                         |  |                                                                   |                                                                   |  |
|  |                          |  | ещё 63 порядка цветковых растений | ещё 63 порядка цветковых растений |                          |  |                  | еще 106 родов    | еще 106 родов         |  |                         |  |                                                                   |                                                                   |  |
|  |                          |  |                                   | ещё 63 порядка цветковых растений |                          |  |                  |                  | еще 106 родов         |  |                         |  |                                                                   |                                                                   |  |

### Внутривидовые таксоны
- Veronica beccabunga subsp. abscondita M.A.Fisch.
- Veronica beccabunga subsp. beccabunga
- Veronica beccabunga subsp. muscosa (Korsh.) Jelen.

### Синонимы
- Beccabunga vulgaris Fourr.
- Cardia beccabunga (L.) Dulac
- Veronica fontinalis Salisb.